# Steatocranus rouxi
Steatocranus rouxi är en fiskart som först beskrevs av Pellegrin 1928.  Steatocranus rouxi ingår i släktet Steatocranus och familjen Cichlidae. IUCN kategoriserar arten globalt som otillräckligt studerad. Inga underarter finns listade i Catalogue of Life.